# 斎藤斐章
- 斎藤斐章
- 齋藤斐章

斎藤 斐章（さいとう ひしょう、慶應3年2月26日（1867年4月2日） - 昭和19年（1944年）5月27日）は、日本の教育者、歴史学者。

## 経歴
岩手県出身。1899年（明治32年）、東京高等師範学校文科を卒業し、東京府師範学校訓導・教諭となる。1902年（明治35年）、東京高等師範学校助教諭となり、1906年（明治39年）に教諭、1908年（明治41年）に教授に進んだ。歴史学・歴史教育法研究のため欧米に留学し、1911年（明治44年）に帰国した。1920年（大正9年）からは附属中学校主事を兼ねた。1936年（昭和11年）、退官。

## 著作
著書・編書
- 『最近 修身教材資料 : 一名児童徳育法』 同文館、1899年8月
- 『歴史教授法』 金港堂書籍、1902年9月
- 『小学地理歴史教授法講義』 目黒書店、1905年4月
  - 『訂正増補 小学地理歴史教授法講義』 目黒書店、1908年4月
- 『統合 歴史教科書編纂趣意書』 大日本図書、1908年
- 『統合 歴史教科書東洋史 教材解説書』 大日本図書、1908年1月
- 『統合 歴史教科書日本史 教材解説書』 大日本図書、1908年2月
- 『歴史科教授法』 同文館〈六学年小学校各科教授全書〉、1908年5月
- 『参考 綱目体東洋歴史』 小田島省三共編、目黒書店、1908年9月
- 『世界読史年表』 大日本図書、1908年10月
  - 『世界読史年表』 大日本図書、1923年4月訂正三版
  - 『世界読史年表』昭和三年版、大日本図書、1928年4月訂正四版
- Geschichte Japans. Ferd. Dümmlers Verlagsbuchhandlung, 1912.
  - A history of Japan. Kegan Paul, Trench, Triibner & Co., 1912.
  - Japans historia. Norstedt, 1912.
- 『実証的見地心理的思索に拠れる 歴史の内容的教授法』 目黒書店、1913年5月
- 『西洋文明史観』 目黒書店、1917年10月
  - 『西洋国民史』上巻、目黒書店、1930年6月
- 『外国史教材』 東京高等師範学校附属中学校歴史科教室、1919年2月
- 『日本国民史』 培風館、1920年8月
  - 『日本国民史』上下巻、賢文館、1933年8月-1934年3月
  - 『日本国民史』普及版全4巻、賢文館、1935年2月
- 『外国史 教授用書』 大日本図書、1927年3月
- 『国民教科としての歴史教育』 歴史教育研究会〈歴史教育講座〉、1936年5月
- 『高野長英と渡辺崋山』 建設社〈少年大日本史〉、1936年5月

訳書
- 『児童心理及研究法』 エー・アール・テーラー原著、同文館、1900年3月

## 関連文献
- 中川一男 「斎藤斐章先生伝」（斎藤先生古稀祝賀会編 『斎藤先生古稀祝賀記念論文集』 刀江書院、1937年2月）
- 唐沢富太郎 「斎藤斐章 : 東京高師教授として歴史教育界を指導」（唐沢富太郎編著 『図説 教育人物事典 : 日本教育史のなかの教育者群像 中巻』 ぎょうせい、1984年4月）
  - 「斎藤斐章 : 父性愛に徹した子どもの教育」（唐沢富太郎編著 『図説 教育人物事典 : 日本教育史のなかの教育者群像 下巻』 ぎょうせい、1984年7月）
- 「歴史教育の指導者 斎藤斐章」（奥州市教育委員会著 『奥州市内訪ね歩き 第3集 先人に学ぼう』 奥州市教育研究所、2010年3月）

| 公職          | 公職                                           | 公職          |
| ------------- | ---------------------------------------------- | ------------- |
| 先代 稲葉彦六 | 東京高等師範学校附属中学校主事 1920年 - 1928年 | 次代 田中寛一 |